# جينتاراس إنيكيس
جينتاراس إنيكيس (بالليتوانية: Gintaras Einikis)‏ مواليد 30 سبتمبر 1969، هو لاعب كرة سلة ليتواني سابق بدأ مسيرته الاحترافية في سنة 1987 وحمل الرقم 11. مثّل منتخب بلاده. شارك في مسابقة كرة السلة في الألعاب الأولمبية الصيفية. وهو اللاعب الليتواني الوحيد الذي فاز بميداليات برونزية في الألعاب الأولمبية الصيفية لثلاث مرات متوالية؛ برشلونة (1992)، أتلانتا (1996)، وسيدني (2000). اعتزل اللعب في 2006.

## فرق لعب لها
- زالغيريس لكرة السلة
- نادي سسكا موسكو لكرة السلة
- بالونكيستو مالقا
- ليتوفوس رايتس

## الميداليات
| الميدالية | المسابقة                         |
| --------- | -------------------------------- |
| برونزية   | الألعاب الأولمبية الصيفية 1992   |
| برونزية   | الألعاب الأولمبية الصيفية 1996   |
| برونزية   | الألعاب الأولمبية الصيفية 2000   |
| فضية      | بطولة أمم أوروبا لكرة السلة 1995 |

## روابط خارجية
- جينتاراس إنيكيس على موقع الاتحاد الدولي لكرة السلة (الإنجليزية)
- جينتاراس إنيكيس على موقع الدوري الإسباني لكرة السلة (الإسبانية)
- جينتاراس إنيكيس على موقع كرة السلة الأوروبية.كوم (الإنجليزية)
- جينتاراس إنيكيس على موقع ريلجم (الإنجليزية)
- جينتاراس إنيكيس على موقع بروبوليرز (الإنجليزية)
- جينتاراس إنيكيس على موقع سبورتس رفرنس (الإنجليزية)
- جينتاراس إنيكيس على موقع أوليمبيديا (الإنجليزية)